# Карантрав
Карантра́в (рос. Карантрав) — село у складі Білокатайського району Башкортостану, Росія. Входить до складу Ургалинської сільської ради.
Населення — 264 особи (2010; 298 в 2002).
Національний склад:
- росіяни — 83 %